# Metohexital
Methohexital o Methohexitone (comercialitzat amb les marques Brevital i Brietal) és un medicament que és un derivat barbitúric. Es classifica com d'acció curta i té un inici d'acció ràpid. Té efectes semblants al tiopental, un fàrmac amb el qual disputava el mercat dels anestèsics.

## Farmacologia
El metohexital enllaça per un lloc diferent que està associat amb ionófors Cl - amb els receptors GABA A. Això augmenta el temps d'obertura dels ionopors Cl -, causant un efecte inhibitori.
El metabolisme del metohexital és principalment hepàtic mitjançant la desmetilació i l'oxidació. L'oxidació de la cadena lateral és el principal mitjà de metabolisme implicat en l'acabament de l'activitat biològica del fàrmac.

## Indicacions
El metohexital s'utilitza principalment per induir anestèsia i se sol subministrar com una sal de sodi (és a dir, metohexital de sodi). Només s'utilitza en hospitals o entorns similars, sota estricta supervisió, al Brasil no es pot prescriure només administrar, és a dir, les persones no tenen accés a comprar aquest medicament.
S'ha utilitzat habitualment per induir sedació profunda o anestèsia general per a cirurgies i procediments dentals. A diferència de molts altres barbitúrics, el metohexital redueix el llindar convulsiu, una propietat que el fa especialment útil quan es proporciona anestèsia per a la teràpia electroconvulsiva (TEC). I la taxa de recuperació ràpida amb l'augment de la consciència entre tres i set minuts després de la inducció i la recuperació completa en 30 minuts és un avantatge important respecte a altres barbitúrics ECT.

## Síntesi
El metohexital es pot sintetitzar de la manera clàssica de fer derivats de l'àcid barbitúric, en particular fent reaccionar derivats d'èster malònic amb derivats d'urea. L'èster alil-(1-metil-2-pentinil)malònic resultant es sintetitza mitjançant l'alquilació posterior del propi èster malònic, començant per la 2-bromo-3-hexina, que dona l'èster (1-metil-2-pentinil)malònic, i després pel bromur d'alil. En el pas final, la reacció de l'èster malònic disubstituït amb N- metilurea dona metohexital.